# Dunmore, Pennsylvania
Dunmore là một thị trấn thuộc quận Lackawanna, tiểu bang Pennsylvania, Hoa Kỳ. Năm 2010, dân số của thị trấn này là 14057 người.